# Cáncer de laringe
El cáncer de laringe es una enfermedad maligna en el órgano del tracto respiratorio conocido como laringe o "caja de la voz". 
La laringe se localiza en la parte central y anterior del cuello, es notorio en el varón la proyección externa de su cartílago mayor (cartílago tiroides) comúnmente llamada "nuez" o "manzana de Adán".
Las funciones de la laringe son tres: la fonación (emisión de voz), deglución y respiración. Cuando la laringe es afectada por un cáncer (tumor maligno), se verán alteradas en mayor o menor medida cualquiera de sus funciones, dependiendo de la localización o sitio de implantación del tumor y de sus dimensiones.
Anatómicamente, la laringe se compone de tres partes básicas: la glotis (la parte que da alojamiento a las cuerdas vocales), la región supraglótica (el tejido por encima de las cuerdas vocales y en comunicación con la faringe) y la región subglótica (el tejido debajo de las cuerdas vocales y en comunicación con la tráquea). El flujo de aire que respiramos circula en forma consecutiva a través de la nariz y/o cavidad oral, faringe, laringe, tráquea, bronquios y, finalmente, hasta los pulmones.
Existen distintos factores de riesgo que se asocian al desarrollo de este tipo de cáncer, como aquellas personas con antecedentes de tabaquismo y alcoholismo, lesiones por papilomatosis laríngea crónica, inhalación de diversas sustancias químicas y la irritación crónica por reflujo de ácido gástrico. Está reconocido que aproximadamente el 90% de los casos está directamente relacionado con el tabaquismo.

## Síntomas
El síntoma principal es la alteración en la emisión de voz (fonación) debido a que la mayoría de los tumores se localizan en las cuerdas vocales. La dificultad para respirar o asfixia se presenta conforme el tumor obstruye la vía respiratoria; habitualmente en estos casos el tumor es de gran tamaño y el cáncer es avanzado. Las alteraciones en la deglución se manifiestan como dificultad para deglutir (imposibilidad de pasar el alimento de la boca al esófago) o tos al momento de deglutir (aspiración) cuando parte del alimento pasa a la vía respiratoria en lugar de al esófago, con sensación de ahogo. Un síntoma poco frecuente, principalmente en tumores de localización supraglótica, es el dolor en el oído, conocido médicamente como otalgia referida.

## Diagnóstico

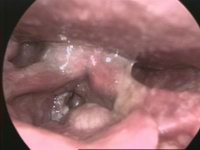
Vista endoscópica de un cáncer laríngeo.

El médico especialista en laringología (laringólogo) o el otorrinolaringólogo general son los indicados para examinar adecuadamente la laringe. Antaño se examinaba la laringe con un espejo dental, pero esto impedía la detallada y adecuada valoración. Afortunadamente, la tecnología ha permitido el desarrollo de instrumentos de endoscopía y vídeograbación que han sido de gran utilidad para la observación de la laringe. Los endoscopios pueden introducirse a través de la boca o de las fosas nasales, aplicando anestésicos atomizados para disminuir molestias en el paciente. El endoscopio se deslizará por la garganta hasta visualizar la laringe y los tejidos circundantes.
En caso de encontrar una lesión o tumor en la laringe, en el pasado reciente, el médico otorrinolaringólogo tomaba una biopsia (fragmento de tejido) para su análisis por el patólogo. Esta biopsia era tomada con endoscopios especiales en consultorio o en la sala de operaciones, decisión a cargo el médico, según apliquen las condiciones del paciente, del tumor y equipamiento disponible.
En la actualidad, con los avances del campo de la laringología, enfocado en la máxima preservación de la voz, al detectar estas lesiones, se envía directamente al paciente al quirófano, para que mediante anestesia general y la correcta exposición y visualización de la lesión con un laringoscopio, microscopio quirúrgico e instrumentos quirúrgicos laringológicos, se revise y se remueva la lesión, sin dañar las distintas capas de las cuerdas vocales, ayudando así a la resolución del problema con la conservación y/o mejora de la voz.
El examen completo incluye la revisión del cuello en búsqueda de crecimientos anormales, principalmente de ganglios que puedan estar afectados por el cáncer. Una vez confirmado el diagnóstico de cáncer de laringe, el médico lo clasificará sobre la base de su localización (glótico, supraglótico, subglótico), tamaño, extensión y afección de la función de las cuerdas vocales, las características de los ganglios linfáticos afectados o no (metástasis ganglionar o regional) y la presencia o no de siembras de tumor en otros órganos (metástasis a distancia). Esto se conoce como clasificación TNM desarrollada por el Comité Americano Unido de Cáncer (AJCC, American Joint Comittee on Cancer). Sobre la base de lo anterior, se clasificará la enfermedad en una etapa temprana o avanzada, entre menor o mayor sea el número de tejidos o estructuras afectadas, respectivamente.

## Tratamiento
Para el tratamiento del cáncer de laringe es muy importante recalcar que solo una valoración médica puede determinar el tratamiento adecuado para cada paciente. Existen lineamientos (guías) de tratamiento para cada etapa de la enfermedad. Sin embargo, no deben ser tomadas como una norma aplicable en todos los casos. Las características de salud, profesión y preferencias del paciente son tomadas en cuenta para decidir el tratamiento en conjunto con las condiciones clínicas de la enfermedad (tipo, tamaño, extensión y diseminación del tumor) y, finalmente, de la disposición de recursos médicos disponibles en cuanto a capacitación médica e infraestructura de los servicios de salud.
Al día de hoy, el mejor tratamiento sigue siendo la detección temprana del cáncer de laringe, el cual está siendo promovido activamente por la integración paulatina de nuevos centros especializados en el tratamiento de las enfermedades de la laringe. 
De acuerdo a la etapa, el cáncer laríngeo puede tratarse con:
- Microcirugía laríngea con láser (resección endóscópica con láser CO2).[8][9]
- Microcirugía laríngea con láser Thulium y KTP.[10]
- Radioterapia.
- Cirugía parcial externa (cirugía conservadora).
- Quimioterapia con radioterapia.
- Laringectomía total (cirugía eradical).
- Hemilaringectomía (cirugía semiconservadora).
- Cirugía de vaciamiento ganglionar del cuello (cuando esté indicado).

Etapa I y II, Estadio Temprano:

- Microcirugía laríngea con láser:

Uno de los mayores avances en la medicina fue el desarrollo de la técnica láser para el tratamiento del cáncer de laringe. El Dr. Wolfgang Steiner, médico alemán, es considerado el pionero a nivel mundial en utilizar esta técnica desde 1980. Gracias a sus resultados, la técnica fue aceptada y aplicada a gran escala en países europeos en los años 90 y, posteriormente, en Estados Unidos de América y en América Latina en el inicio del siglo XXI.
La ventaja de la técnica láser radica en ser una cirugía de mínima invasión que permite resecar el cáncer respetando al máximo los tejidos circundantes a través de la boca (transoral), con ello se logra una mejor recuperación de las funciones laríngeas, a diferencia de la cirugía parcial externa (ver abajo).

Al día de hoy, existen diferentes tipos de láser para realizar este tipo de cirugías de mínima invasión y máxima preservación de la voz, siendo el láser KTP una de las nuevas opciones a considerar si se busca realizar además de la función de corte, una fotoangiolisis selectiva de los vasos que alimentan al tumor, según los diferentes trabajos presentados por el grupo de los doctores Zeitels S. (EE.UU.) / López-Guerra Gerardo (Guadalajara, México), et.al. del Hospital General de Massachusetts en Boston.
La mayoría de los pacientes son tratados de modo satisfactorio exclusivamente con microcirugía láser. Sin embargo, también existe la posibilidad de que, dependiendo del análisis del tejido resecado por el laboratorio de patología, haya la necesidad de administrar radioterapia complementaria en un número reducido de pacientes.

- Radioterapia:

Con esta opción de tratamiento se logra el control del cáncer sin necesidad de cirugía (aunque muchos pacientes son intervenidos quirúrgicamente antes de su aplicación para obtener el diagnóstico de cáncer). Antes de la existencia de la microcirugía láser, fue considerada por muchos años la primera opción de tratamiento. Sin embargo, en la medida de lo posible la radiación debe evitarse debido a que es una herramienta terapéutica útil que solo puede ser aplicada una sola vez y que podría ser de gran utilidad en caso de recurrir la enfermedad. La radioterapia también puede generar la aparición de cáncer a futuro, en un plazo de 5 a 10 años, por lo que en términos generales es preferible resecar el cáncer con microcirugía láser.

Existen pacientes en los que el tumor no está bien delimitado (patrón de crecimiento difuso o submucoso) y en ellos la radioterapia es de gran utilidad como primera opción de tratamiento.

La radioterapia puede ser administrada como tratamiento complementario al manejo con cirugía (microcirugía laríngea con láser o cirugía parcial externa).
- Cirugía parcial externa:

Estas técnicas quirúrgicas fueron desarrolladas previamente a la aparición de la microcirugía laríngea con láser. Continúan siendo una alternativa de tratamiento cuando no se cuenta con el entrenamiento o infraestructura para realizar microcirugía laríngea con láser. En este tipo de operaciones se reseca solo una porción de la laringe, a través de la apertura de la piel del cuello (abordaje externo), realizando técnicas de reconstrucción laríngea para cerrar las heridas del cuello. A diferencia de la microcirugía láser, se manipula y reseca mayor cantidad de tejido adyacente al tumor, por lo que tarda más la recuperación del paciente y de las funciones laríngeas. La mayoría de los pacientes requieren una traqueotomía (orificio en el cuello para respirar) y de sonda de alimentación durante su recuperación, lo cual no es necesario con la microcirugía laríngea con láser.

- Cirugía de vaciamiento ganglionar del cuello:

De acuerdo a la posibilidad o afección de enfermedad en el cuello, se determinará la necesidad de realizar cirugía o radioterapia en los ganglios del cuello.

Etapa III y IV, estadio avanzado:

- Microcirugía laríngea con láser:

En casos excepcionales, principalmente en los clasificados T3N0M0 (etapa III), esta técnica puede ser efectiva. Sin embargo, debe ser valorada y realizada por un cirujano otorrinolaringólogo u oncólogo experto en microcirugía laríngea con láser.

- Cirugía parcial externa con o sin radioterapia postoperatoria.[8]

Al igual que la microcirugía láser, en casos excepcionales la cirugía parcial externa es una opción de tratamiento y debe ser valorada y realizada por un cirujano experto en estas técnicas (cirujano otorrinolaringólogo u oncólogo).

Para conservar la calidad de vida del paciente, la gran mayoría son tratados con:
- Quimioterapia en conjunto con radioterapia.

Existen varios esquemas de tratamiento, es decir, el tipo de medicamentos utilizados y la forma de administración de radiaciones. Será el oncólogo médico y el radioterapeuta quienes trabajarán en conjunto para planear el tratamiento más apropiado en cada caso.

Desafortunadamente, un porcentaje elevado de pacientes requerirá un laringectomía total.
- Laringectomía total con o sin radioterapia postoperatoria:

La extirpación completa de la laringe implica la reconstrucción de los tejidos del cuello de tal forma que quedará aislada la vía digestiva de la vía respiratoria. Al término de su recuperación, el paciente se alimentará a través de la boca y respirará permanentemente a través de un orificio en el cuello (traqueostomía).